# Shtora-1
Shtora là một tổ hợp phòng vệ mềm, có khả năng đánh bại tất cả các loại tên lửa chống tăng có điều khiển.
Tổ hợp gồm có các cảm biến laser xung quanh tháp pháo, đóng vai trò thu tín hiệu khi xe bị hệ thống chỉ thị bằng laser hoặc đo xa laser chiếu đến, báo hiệu việc đang bị ngắm bắn;
Một máy tính trung tâm để điều khiển, hệ thống phóng đạn khói với tác dụng làm mất phản xạ laser và che mắt xạ thủ ATGM để xe rút lui.
Hai mắt đỏ OTShU-7-1 để làm giả tín hiệu hồng ngoại, khiến hệ thống điều khiển bắn của tên lửa chống tăng nhầm lẫn giữa tín hiệu tên lửa và Shtora, làm nó đưa ra chỉ dẫn sai cho tên lửa dẫn tới việc tên lửa hoặc là lao đầu xuống đất, hoặc là bay lên trời.
Nghiên cứu từ Viện Chiến tranh hiện đại tại West Point chỉ ra rằng: “Hệ thống Shtora-1 không có tác dụng đối với tên lửa Javelin hay súng trường không giật. Khi nhắm mục tiêu vào một phương tiện sử dụng hệ thống Shtora, xạ thủ có thể sử dụng hệ thống ngắm bắn mục tiêu cải tiến ITAS không sử dụng dẫn đường bằng laser. Điều này sẽ cho phép xạ thủ tránh bị Shtora phát hiện”. Các chuyên gia quân sự chỉ ra rằng điểm yếu của xe tăng T-90 nằm ở đỉnh tháp pháo, nơi ít được bảo vệ hơn. Tên lửa chống tăng Javelin của Mỹ được phóng từ trên cao có thể lao xuống đỉnh tháp pháo và hạ gục nó.